# Utopia (police de caractères)
Pour les articles homonymes, voir Utopia (homonymie).
Utopia est un groupe de polices de caractères serif néo-classique créée par Robert Slimbach pour Adobe Systems en 1989, influencée par Baskerville et Walbaum. Cette police de caractères est très souvent utilisée  dans les textes incluant des formules mathématiques.